# Mzia Amaghlobeli
Mzia Amaghlobeli, o també Mzia Amaglobeli (en georgiàː მზია ამაღლობელი; Xuakhevi, Geòrgia, 12 de maig de 1975) és una periodista i activista social georgiana. Cofundadora i directora dels mitjans de comunicació Batumelebi i Netgazet, és membre de l'Organització de Periodistes Independents de Geòrgia.
El 12 de gener de 2025, la periodista va ser detinguda durant les Protestes a Geòrgia contra el govern pro-rus del Somni Georgià, acusada presumptament d'haver agredit un oficial de policia després de donar una galtada al cap de policia de Batumi en resposta a una sèrie d'abusos verbal. La llei georgiana preveu una pena de presó de 4 a 7 anys per aquesta mena d'acte.
D'ençà d'aquell moment Amaghlobeli ha estat condemnada a presó preventiva. Mzia Amaghlobeli és considerada com la primera dona presonera política a Geòrgia d'ençà de la dissolució de la Unió Soviètica.